# 尚懿
尚懿（？—1584年）和名與那城王子朝賢，是琉球國第二尚氏王朝時期的王族。小祿御殿三世，童名思太郎金，號秋嶺。他是尚弘業（浦添王子朝喬）長子，同時也是尚元王的女婿、尚寧王的父親。1584年（萬曆十二年）病死，葬於浦添極樂陵。
1699年3月8日（康熙三十八年二月七日），尚懿被尚貞王追尊為王。尚稷、尚久、尚懿三人的神主被尊稱為「花王」，供奉於圓覺寺。1719年（康熙58年），經久米村的奏請，三人被剝奪王爵、降稱「公」，尚稷公、尚久公神主遷往天王寺供奉，尚懿公神主遷往天界寺供奉。

## 家族
- 父：尚弘業（浦添王子朝喬，向氏小祿御殿二世）
- 母：思乙金　（號慈光。父為豐見城王子尚源道。生年不詳，萬曆三十六年（1608年）戊申三月初六卒）
  - 弟（次子）：向秉義（豐見城按司朝重）
  - 弟（三子）：尚弘德（羽地王子朝元，羽地御殿元祖）
  - 弟（四子）：向秉禮（勝連按司朝久）
  - 弟（五子）：向秉知（勝連按司朝綱）
  - 弟（六子）：向里瑞（浦添親方朝師，任尚寧王朝廷的三司官）
  - 妹（長女）：世治新君按司（童名不詳，嫁吳啓元（國頭親方先元））
  - 妹（次女）：君清良按司（童名不詳，嫁馬順德（國頭按司正格））
  - 妹（三女）：君加那志按司（童名不詳，嫁安波根親方）
- 妻：首里大君加那志（號一枝，童名不詳。尚元王之女）
  - 長子：尚寧（第二尚氏王朝第7代王）
  - 次子：尚宏（具志頭王子朝盛，尚寧王朝廷攝政）
  - 長女：真加戶樽金按司（嫁英氏渡慶次里之子重張）